# Quận Cherokee, North Carolina
Quận Cherokee là một quận nằm ở tiểu bang Bắc Carolina.  Tại thời điểm năm 2000, quận có dân số 24.298 người. Quận lỵ đóng ở Murphy6.
Quận được lập năm 1839 từ phần phía tây của quận Macon. Quận được đặt theo người Cherokee.

## Địa lý
Theo Cục điều tra dân số Hoa Kỳ, quận có tổng diện tích 467 dặm Anh vuông (1.209 km²), trong đó, 455 dặm Anh vuông (1.179 km²) là diện tích đất và 11 dặm Anh vuông (30 km²) trong tổng diện tích (2,46%) là diện tích mặt nước.

### Các thị trấn
Quận được chia thành 6 xã: Beaverdam, Hothouse, Murphy, Notla, Shoal Creek, và Valleytown.

### Các quận giáp ranh
- Quận Graham, Bắc Carolina - Đông bắc
- Quận Macon, Bắc Carolina - Đông
- Quận Clay, Bắc Carolina - Đông nam
- Quận Union, Georgia - Nam-Đông nam
- Quận Fannin, Georgia - Nam-Đông nam
- Quận Polk, Tennessee - Tây
- Quận Monroe, Tennessee - Tây bắc

### Các khu bảo tồn quốc gia
- Rừng quốc gia Nantahala (một phần)

## Thông tin nhân khẩu
Theo cuộc điều tra dân số2 tiến hành năm 2000, quận này có dân số 24.298 người, 10.336 hộ, và 7.369 gia đình sinh sống trong quận này. Mật độ dân số là 53 người trên mỗi dặm Anh vuông (21/km²). Đã có 13.499 đơn vị nhà ở với một mật độ bình quân là 30 trên mỗi dặm Anh vuông (11/km²).  Cơ cấu chủng tộc của dân cư sinh sống tại quận này gồm 94,82% người da trắng, 1,59% người da đen hoặc người Mỹ gốc Phi, 1,63% người thổ dân châu Mỹ, 0,28% người gốc châu Á, 0,01% người các đảo Thái Bình Dương, 0,45% từ các chủng tộc khác, và 1,21% từ hai hay nhiều chủng tộc.  1,25% dân số là người Hispanic hoặc người Latin thuộc bất cứ chủng tộc nào. 34,3% were of American, 10,8% người Ireland, 10,6% Người Đức và 10,3% người Anh theo kết quả điều tra dân số năm 2000. 97,7% nói tiếng Anh và 1,2% Tiếng Tây Ban Nha là ngôn ngữ chính.
Có 10,336 hộ trong đó có 25,60% có con cái dưới tuổi 18 sống chung với họ, 58,80% là những cặp kết hôn sinh sống với nhau, 9,30% có một chủ hộ là nữ không có chồng sống cùng, và 28,70% là không gia đình. 25,70% trong tất cả các hộ gồm các cá nhân và 12,50% có người sinh sống một mình và có độ tuổi 65 tuổi hay già hơn.  Quy mô trung bình của hộ là 2,32 còn quy mô trung bình của gia đình là 2,76,
Phân bố độ tuổi của cư dân sinh sống trong huyện là 20,60% dưới độ tuổi 18, 6,50% từ 18 đến 24, 24,40% từ 25 đến 44, 28,80% từ 45 đến 64, và 19,70% người có độ tuổi 65 tuổi hay già hơn.  Độ tuổi trung bình là 44 tuổi. Cứ mỗi 100 nữ giới thì có 94,20 nam giới. Cứ mỗi 100 nữ giới có độ tuổi 18 và lớn hơn thì, có 90,70 nam giới.
Thu nhập bình quân của một hộ ở quận này là $27.992, và thu nhập bình quân của một gia đình ở quận này là $33.768, Nam giới có thu nhập bình quân $26.127 so với mức thu nhập $18.908 đối với nữ giới. Thu nhập bình quân đầu người của quận là $15.814, Khoảng 11,70% gia đình và 15,30% dân số sống dưới ngưỡng nghèo, bao gồm 19,20% những người có độ tuổi 18 và 18,00% là những người 65 tuổi hoặc già hơn.

## Thành phố và Thị trấn
- Andrews
- Murphy
- Owl Creek
- Brasstown